# 游族网络
游族网络股份有限公司（深交所：002174，简称：游族、游族网络）是一家中国电子游戏公司，互动娱乐供应商。

## 历史
2009年由林奇成立于上海，在南京、台北、新加坡等地设有分支机构，立足全球化游戏研发与发行、大数据应用、IP管理工程、泛娱乐产业投资四大业务全面发展。2014年6月，游族网络正式登陆A股主板。
2020年12月，创始人林奇被毒杀身亡。

## 产品列表
网页游戏：
- 射雕英雄传[5]
- 盗墓笔记[6]
- 魔法天堂[7]
- 大皇帝[8]
- 女神联盟
- 绝世唐门
- 战龙兵团
- 大将军[9]
- 大侠传[10]
- 骑士战歌[11]
- 侠物语
- 轩辕变
- 一代宗师
- 七十二变
- 十年一剑
- 一骑当先
- 三十六计
- 女神联盟3

手机游戏：
- 天使纪元[12]
- 狂暴之翼[13]
- 少年三国志[14]
- 少年西游记[15]
- 无限火力
- 猎龙之刃
- 超时空机战
- 女神联盟[16]
- 萌江湖
- 四大萌捕
- 马上踢足球[17]
- 一代宗师
- 十年一剑
- 女神联盟手游2
- 刀剑乱舞網絡版

## 发展历程

### 2009年
- 6月，游族网络正式成立。
- 9月，游族网络首款战争策略产品《三十六计》正式上线。

### 2010年
- 6月，游族网络《三十六计》输出到港澳台、新马菲等地区。
- 9月，游族网络第二款自研创新型武侠页游《十年一剑》正式上线。

### 2011年
- 3月，游族规模扩大，新立项目超过10个，迁址至上海虹桥总部1号。
- 7月，游族网络携手CJ E&M集团，《十年一剑》进军韩国，10月进军越南市场。

### 2012年
- 1月，《一代宗师》首次封测，游族网络页游行业首创双模式页游《一代宗师》首次封测开启。
- 6月，《大侠传》首次测试，游族网络二代页游产品首款巨制《大侠传》开测，“侠文化”正式发布。
- 8月，《大将军》首次封测，游族网络最新SLG页游力作《大将军》开启首次封测。
- 8月，游族网络登上央视荧屏：中央电视台13套《新闻直播间》报道原创民族游戏企业游族网络，《大侠传》、《大将军》首登央视荧屏。
- 10月，游族网络IPAD版《十年一剑》登录91市场， 11月《一代宗师》手游版登录91市场。
- 10月，游族网络参展韩国G-star游戏展会，期间取得良好战果。

### 2013年
- 3月，武侠手游《萌江湖》正式上线，荣登畅销榜前15，《一代宗师》手游版位列台湾地区收费榜单第一名。
- 4月，四川雅安发生天灾，游族网络捐赠420万支援救灾。
- 7月，游族网络首款西方神话题材页游《女神联盟》公测，宣布将投资拍摄同名轻喜剧。
- 12月，游族网络繁体版《女神联盟》邀请林志玲作为形象代言人。

### 2014年
- 1月，游族网络《女神联盟》荣获游戏风云榜十大热门网页游戏。
- 2月，游族网络旗下温瑞安正版手游《四大萌捕》首测。
- 2月，游族网络成功过会，游族网络正式登陆中国A股市场。
- 5月，游族网络CEO林奇做客上海东方卫视第一财经《波士堂》节目。
- 6月，游族网络在上海国际会议中心召开 “U未来”上市答谢酒会暨战略发布会，庆祝上市成功。
- 11月27日，游族网络宣布成立游族影业，并公布了2015年4个项目。

### 2015年
- 1月，游族网络以及旗下女神联盟手游版、大皇帝等产品荣获四项金翎奖大奖。
- 3月，游族网络2015年首款手游《少年三国志》iOS、安卓双端公测20天，产品流水破千亿。
- 3月，游族网络《女神联盟》手游荣登美国权威媒体IGN期待手游排行榜第一。
- 4月，游族网络拟以5.38亿元收购广州掌淘网络科技有限公司进军大数据领域。

### 2016年
- 1月，游族网络获《盗墓笔记》IP改编权。[18]
- 3月，游族网络8000万欧元收购欧洲游戏商Bigpoint。[19]

### 2017年
- 3月，游族网络在印度浦那成立子公司。[20]
- 6月，游族网络旗下手游《女神联盟：天堂岛》获盖尔·加朵全球代言。[21]
- 7月，游族网络宣布将联合华纳在中国推出《权力的游戏》手游。[22]
- 9月，游族网络智能化数字营销案例入选《金砖国家数字经济发展研究报告》。[23]

## 争议事件
2017年3月9日，敖厂长删除《囧的呼唤》第214期视频（视频中指责游族的《盗墓笔记》视频未公开运营商为游族并遮挡游戏名称。虚假宣传），在微博上表示“不想得罪大人物”“关键时刻还是得服软”，“不想因为自己的兴趣爱好被人威胁”。不久后这条微博被删除。其后游族发表声明，否认威胁敖厂长，并声明相关的素材为正版购得。